# Ableton Live
Ableton Live je softver za muzičku produkciju, kao i digitalna audio platforma za operativne sisteme Windows i Mac. Poslednje izdanje ovog programa jeste verzija 9, koja je izbačena 5. marta 2013. godine. Za razliku od mnogih ostalih muzičkih softvera, Live je dizajniran tako da bude i instrument za nastupe uživo, kao i alat za komponovanje, snimanje, aranžman, miks i mastering. Takođe se koristi od strane DJ-eva, jer pruža mogućnost sinhronizacije bitova, krosfejdera, kao i drugih efekata. On predstavlja jednu od prvih aplikacija koje su automatski mogle da sinhronizuju pesme.

## Istorija
Ableton Live napisan je u programskom jeziku C++, sa prvom verzijom izbačenom 2001. godine kao komercijalni softver. Uprkos popularnim verovanjima, Live nije predstavljao prototip softvera Max/MSP, iako većina audio uređaja jeste.
Hronološki izdanja Ableton-a
- Live 1 - 30. okt 2001.
- Live 1.5 - 28. apr 2002.
- Live 2 - 22. dec 2002.
- Live 2.1 - 24. jul 2003.
- Live 3 - 10. okt 2003.
- Live 4 - 28. jul 2004.
- Live 5 - 24. jul 2005.
- Live 5.2 - 10. apr 2006.
- Live 6 - 29. sep 2006.
- Live 7 - 29. nov 2007.
- Live 8 - 02. apr 2009.
- Live 8.2 - 22. sep 2009.
- Live 8.3 - 02. apr 2012.
- Live 9 - 05. mar 2013.
- Live 9.1 - 20. nov 2013.
- Live 9.2 - 29. jun 2015.
- Live 9.5 - 02. nov 2015.
- Live 9.6 - 03. feb 2016.

## Karakteristike
Interfejs programa Ableton Live dizajniran je tako da omogućava korišćenje u živim nastupima, kao i za upotrebu u muzičkoj produkciji. Ovakva vrsta interfejsa dosta se razlikuje od ostalih platformi za produkciju zato što je očigledno da je dizajniran za rad na samo jednom ekranu. Određeni delovi interfejsa mogu se prikazati ili saktriti pomoću strelica koje se odnose na određeni segment.
Live sada podržava kompenzovanu skrivenost za plug-inove, kao i za automatizacije u miksu.

#### Vrste pogleda
Live je dizajniran za dve vrste pogleda, jedan za korišćenje uživo i drugi za pravljenje aranžmana. Prva vrsta pogleda uglavnom se koristi za organizaciju MIDI i audio klipova. Ti klipovi mogu se rasporediti u scene koji na taj način mogu biti reprodukovani u isto vreme. Npr. kanali koji su bubnjevi, bas i gitara mogu predstavljati jednu scenu. Kada prelazimo na sledeću scenu, koju npr. predstavlja bas linija sintisajzera, izvođač će reprodukovati tu scenu, aktivirajući klipove koji joj pripadaju. Od 6. verzije ovog programa ubačena je tzv. mogućnost "device racks" koja omogućava korisniku da lakše grupiše instrumente i efekte, kao i da mapira njegovo kontrolisanje korišćenjem makroa.
Drugi pogled jeste pogled za aranžman, koji se koristi za snimanje kanala iz prethodnog pogleda i dalju manipulaciju njihove organizacije, aranžmana i rada sa efektima. Takođe se koristi i za izradu MIDI klipova ručnim putem, nešto za šta klasični kompozitori imaju više afiniteta. Ovaj pogled sličan je kao i kod ostalih tradicionalnih platformi za muzičku produkciju.
Postoje dve vrste klipova: uzorci(semplovi) ili MIDI sekvence. MIDI pokreće note u instrumentima, kao i neke naknadno dodate virtuelne instrumente ili hardverske uređaje.

#### Instrumenti

##### Ugrađeni
Po defoltu, Live poseduje dva instrumenta - Impulse i Sampler.
- Impulse predstavlja tradicionalni instrument u kojem možemo definisati osam različitih zvukova za okidanje, i svaki od njih zasniva se na pojedinačnom uzorku zvuka koji je izabran. Postoje i određeni efekti kojima ih možemo modifikovati kao što su npr. ekvalizacija, vrme paljenja i gašenja, promena frekvencije itd. Kada je odabir uzoraka zvukova definisan, ritam ili bit biće konstruisan u vidu MIDI sekvence.
- Sampler je instrument za relativno lako korišćenje uzorkovanja. Radi na principu odabira jednog uzorka koji se modifikuje primenom različitih efekata. Dešava se da ovaj instrument ne okida uzorak istom brzinom kao i Impulse, ali prednost ovog instrumenta jeste što možemo promeniti osnovnu frekvenciju uzorka u vidu nota, npr. C3.
- Drum Rack predstavlja sampler za bubnjeve. U ovom instrumentu možemo koristiti MIDI sekvence već postojaćih i definisanih samplera, u kojem umesto jednog imamo već definisanu grupu zvukova.

##### Dodatni hardverski instrumenti
MIDI kontrola dizajnirana da lako funkcioniše sa Aletonom jeste Akai APC40. Slična verzija, Akai APC20, izbačena je 2010. godine. Pored ovih postoji još stotine MIDI kontrolera koje su kompitabilne sa Abletonom, ali ova dva Akai proizvoda uspela su jako verno da mapiraju ovaj program na hardverskoj jedinici. Firma Novation Digital Music Systems napravila je tzv. "Lounchpad" koji takođe predstavlja dodatni uređaj za korišćenje uz Ableton. Ableton je takođe izradio i sopstveni jedinstven MIDI kontroler pod nazivom The Push.

#### Dodaci
Postoje i brojni dodatni instrumenti koji mogu biti kupljeni posebno ili u sklopu Ableton paketa.
- Amp - uređaj koji dodeljuje zvuku razne pojačаvače. Ovo je najnoviji dodatak na verziji 8.2
- Sampler - unapređeni gore pomenuti instrument sampler-a.
- Operator - FM sintisajzer.
- Electric - instrument koji predstavlja simulaciju električnog klavira.
- Tension - instrument za simulaciju gudačkih instrumenata.
- Collision - sintisajzer za simulaciju perkusivnih instrumenata orkestra.
- Analog - simulacija analognog sintisajzera.
- Drum Machines - kolekcija emulatora za klasične drum mašine.
- Session Drums - kolekcija uzorkovanih setova bubnjeva.
- Latin Percussion - kolekcija uzorkovanih zvukova latinskih perkusija u vidu udaraca i lupova.
- Essential Instruments Collection - velika kolekcija akustičnih i električnih zvukova instrumenata.

#### Efekti
Većina Abletonovih efekata su već dobro poznati efekti u digitalnoj obradi audio signala, koji su usvojeni i prilagođeni u interfejs ovog programa. Napravljeni su tako da odgovaraju njegovim korisnicima koji u većini jesu DJ-evi i producenti elektronske muzike, a u nekim ređim slučajevima i snimatelji zvuka. Efekti u abletonu razvrstani su u dve kategorije: Audio i MIDI efekti, od kojih postoji znatno veći broj efekata za obradu audio kanala.

#### Rad sa audio klipovima
Zahvaljujući instrumentima koji su prethodno pomenuti, Ableton može raditi i sa uzorcima zvukova. Ableton ima za cilj da te uzorke analizira kako bi učitao tempo samog uzorka, postavio markere, kao i odredio broj bitova po minuti (bpm). Na taj način Ableton omogućava ovim uzorcima da se koriste kao lupovi i mogu uklopiti u glavni tempo celokupne pesme. Takođe postoje i opcije pomoću kojih možemo korigovati pozicije samih taktova na tom uzorku u cilju sinhronizacije. Neke onlajn prodavnice izbacuju i kolekcije zvukova sa informacijama o unapred postavljenim markerima i određenim tempom radi lakšeg korišćenja i prilagođavanja pojedinačnim projektima.
Ableton takođe podržava konverziju formata iz audija u MIDI, koji konvertuje audio klipove u MIDI sekvence u vidu nota koristeći jednu od tri postojaće metode za konverziju: prema melodiji, harmoniji ili ritmu. Kada je konverzija izvršena, Live će formirati novu MIDI sekvencu koja sadrži note iz željenog audio klipa koje će moći da reprodukuje izabrani instrument.

#### Envelope
Gotovo svi parametri u Abletonu mogu biti automatizovani pomoću envelopa, koje možemo crtati na određenim klipovima, ili na celokupnom aranžmanu. Najočigledniji primer jeste automatizacija nivoa signala, ali envelope se koriste da bi kontrolisali i manje parametre kao što su određivanje frekvencije filtra, količina efekta reverba, itd. Klipovi envelopa takođe mogu biti mapirani u MIDI kontrolerima, koji mogu biti kontrolisati sa hardverskih komponenti u realnom vremenu.

## Spoljašnje veze
- Zvanični sajt Ableton-a
- Tutorijali na Beatportu